# 桃姐
《桃姐》（英語：A Simple Life）是一部於2011年9月首映、2012年3月公映的香港電影。由許鞍華執導，劉德華和葉德嫻領銜主演。编剧陳淑賢根据李恩霖的真实经历改编而成。
2011年7月28日，本片入圍第68屆威尼斯電影節主競賽單元，為許鞍華首部入圍威尼斯影展的影片，也是劉德華繼2010年的《通天神探狄仁傑》後主演的電影連續兩年參與角逐該影展獎項。9月9日，本片獲意大利平等機會委員會率先頒發的平等機會獎（Equal Opportunities Award），表揚此片彰顯女性和弱勢社群在社會享有同等地位。9月10日在閉幕禮的上午，許鞍華連奪兩獎：天主教人道精神組織Signis頒發的特別表揚獎，表揚電影傳達服務他人精神信息；意大利一個權威電影組織亦頒發名為La Navicella的獎給《桃姐》，表揚電影充分傳達人道精神。葉德嫻更憑此片奪得威尼斯電影節“最佳女演員”殊榮，成為首位獲得該獎的香港女演員，也是继巩俐之后又一位获此荣誉的华人女演员。
2011年11月26日，本片勇奪第48屆金馬獎最佳導演、最佳男主角和最佳女主角三項大獎。2012年又入圍第31屆香港電影金像獎八項提名，最後獲得最佳電影、導演、編劇、男主角和女主角五個大獎，成為繼《女人四十》之後第二部實現大滿貫的電影，許鞍華第四次奪得最佳導演創造記錄，葉德嫻也成為金像獎史上仅次于羅蘭的第二年長的影后。
作為一部以老人生活為視野的文藝片，它不僅得到了各種讚譽之聲、許多獎杯和良好票房的肯定，而且也引發人們對快速老齡化及養老問題的關注。
本片是演員梁天生前的最後一部電影演出。

## 劇情簡介
本片改編自真人真事，講述生長於大家庭梁家的少爺羅傑（Roger，劉德華飾）與自幼照顧自己長大的家傭媽鍾春桃（桃姐，葉德嫻飾）之間所發生的一段溫暖人心的主僕情故事：桃姐13歲就到梁家當媽姐（傭人），轉眼60年過去，她已伺候了梁家老少四代人。後來，梁家人有的去世，有的移民了，近十年間只剩下桃姐和梁家少爺羅傑在一起生活。主僕兩人相處頗有默契但很少交流。後來有一天，桃姐突然中風，羅傑把她送去老人院，由此展開了一段觸動人心的主僕情。
Roger （刘德华饰）是一位未婚的香港中年电影制片人，与为他家工作了几十年的女仆桃姐（叶德娴饰）住在一起。出差回家后，Roger 发现桃姐倒在地上，于是叫了救护车。在医院，Roger 发现桃姐中风了，但她并没有要求康复治疗，而是决定退休，要求住进老人院。在寻找老人院时，Roger发现附近有一家老人院老闆是他的朋友。他把桃姐安顿在那里，并在工作间隙去探望她。在探望桃姐时，他告诉桃姐的朋友和邻居自己是她的干儿子，以解释他们之间的关系。
到老人院探望桃姐 ，让Roger与她的关系更加亲密。最后，他的家人（大多住在国外）也来探望她。Roger 的母亲建议他们翻新家中拥有的一套旧公寓，让桃姐在那里度过余生。然而，桃姐的病越来越重，第二次中风导致她的病情恶化，家人为她制定的计划也泡汤了。
最后，桃姐最后一次住院，Roger 决定让她离开人世。在她的葬礼上，Roger 的家人向她表达了敬意。Roger 致悼词时，在疗养院曾受到她帮助的坚叔也前来向她献花送别。

## 演員
| 演員   | 角色                  | 備註                            |
| 葉德嫻 | 鍾春桃                | 桃姐 媽姐 Roger的契媽           |
| 劉德華 | 梁羅傑                | Roger 電影製片人 大家庭的少爺   |
| 秦海璐 | 蔡姑娘                | 老人院主任                      |
| 王馥荔 | Roger母亲             |                                 |
| 秦沛   | 堅叔                  | 老人院院友                      |
| 梁天   | 校長                  | 老人院院友                      |
| 許素瑩 | 梅姑                  | 老人院院友                      |
| 余文詩 | Sharon                | Roger的姐姐                     |
| 林二汶 | Roger的助理           |                                 |
| 江美儀 | 金姨之女              | 老人院院友女兒                  |
| 陳智燊 | Jason                 | Sharon的兒子，Roger的外甥       |
| 許碧姬 | 金姨                  | 老人院院友 最後因意外摔倒而身亡 |
| 黄秋生 | 草蜢                  | 老人院東主 友情客串             |
| 杜汶澤 |                       | 牙醫 友情客串                   |
| 鄒文懷 | 鄒文懷                | 特別客串                        |
| 于冬   | 于冬                  | 本人，博纳影业集团总裁 特別客串 |
| 徐克   | 徐克                  | 本人， 特別客串                 |
| 洪金寶 | 洪金寶                | 本人，特別客串                  |
| 岑建勳 | 岑建勳                | 本人，特別客串                  |
| 麥潤壽 | 麥潤壽                | 本人，Roger的中學同學 特別客串  |
| 劉國昌 | 劉國昌                | 本人，Roger的中學同學 特別客串  |
| 寧浩   | 寧浩                  | 特別客串                        |
| 林以諾 | 林以諾                | 本人，牧師 特別客串             |
| 林家棟 | 林家棟                | 本人，特別客串                  |
| 羅蘭   | 羅蘭                  | 特別客串                        |
| 詹瑞文 | 詹瑞文                | 本人，Roger的中學同學 特別客串  |
| 譚炳文 | 譚炳文                | 特別客串                        |
| 黎燕珊 | 黎燕珊                | 特別客串                        |
| 宮雪花 | 老人院工作人員        |                                 |
| 朱慧敏 |                       | 辦公室秘書 特別客串             |
| 泰臣   | 冷氣機維修工 特別客串 |                                 |
| 裕美   | 歌手 特別客串         |                                 |
| 劉偉強 | 劉偉強                | 特別客串                        |
| 樓南光 | 武行                  |                                 |
| 元秋   | 陳太                  | Roger和桃姐的鄰居 角色被刪去    |

## 創作

### 人物原型
影片改編自本片監製李恩霖與曾侍奉他家三代的女傭鍾春桃之間的真實故事。
鍾春桃祖籍廣東台山市，是一名孤兒，自小寄養在一個澳門家庭。在生活最艱難的時候，她遇上了李恩霖的祖母。輾轉之下，被帶到了香港成為李家的小傭人，當時她只有13歲。李恩霖將他與桃姐之間的關係形容為“雖然沒血緣，但是不等於會少一點”。而她本人則比葉德嫻大10多歲。鍾春桃本人於2003年中風，2007年逝世。

### 籌備
李恩霖是香港的一位電影工作者，以前他與許鞍華合作過《女人四十》（擔任創作總監）。李作為一名電影人，把想要將自己與保姆之間的情感故事搬上大銀幕的計劃與故事大綱告訴了許鞍華。許導對於這樣一個講述老年人孤獨狀態的故事一見傾心，她說“因為我也老了，64歲，單身，開始擔心孤獨，怕老得太潦倒”。她認為通過寫實手法把香港老人的市井生活、人情冷暖與世故家常在電影中還原出來，可以讓許多人更加關愛自己身邊的老年人。劇本由曾與許鞍華合作過1987年電影《書劍恩仇錄》的編劇陳淑賢負責創作。許導後來就找劉德華投資，劉不僅願意出力幫忙，還找來了博納影業的老闆于冬共同投資。
本片是許鞍華與劉德華繼《投奔怒海》(1982)和《極道追》(1991)之後的第三次合作；作為葉德嫻自2000年的《九龍皇后》後相隔11年再次出演的電影，是李恩霖推薦她演桃姐這個角色的；也是劉德華和葉德嫻兩人合演的第十部電影，距離上次合作《黑馬王子》（1999年）已有12年之久。

### 拍攝
2011年2月下旬在香港開拍，4月上旬現場拍攝完畢。總投資3000萬人民幣，其中製作成本為1200萬。
主要拍攝點為九龍半島西北部的深水埗，片中的老人院即位於此地。深水埗是香港歷史最悠久的一個地區，但卻很少在香港電影裡出現。選擇此地作為拍攝地的原因，許鞍華說“這是不為人所熟悉的香港，我覺得這地方的居民與商戶之間充滿溫情，很有人情味。有些人會覺得這裡節奏懶散，但我偏愛它的人性化。”香港總計有700多間老人院，八成為私人經營，規模分大、中、小三種類型，片中的杏林護老院有一百多個床位，規模屬於中型，並有工作人員和義工24小時看護。
主角Roger所居住的房屋則直接使用了真實原型李恩霖位於美孚新邨的家，因此真實原型桃姐住過的房間、用過的家具、走過的菜場，李恩霖常坐的沙發、餐桌，乃至李恩霖帶桃姐從老人院裡出來時到過的公園、吃過飯的茶餐廳，都寫實地再現在了鏡頭里。
在訪問中葉德嫻談到她對角色的詮釋。她認為Roger並不是把桃姐當親人看，並且認為桃姐的奉獻精神很不簡單。葉德嫻並表示她演桃姐的角色很容易，而稱讚劉德華工作態度好，演出Roger心態轉變的演技也很好。
片中有八個飾演老人院的老人來自於一個老年人劇團，他們之前剛演過一個香港本土的舞台劇，其他人則是真正生活在老人院裡的人。此外，香港與內地的著名電影人如鄒文懷、徐克、洪金寶、劉偉強、-于冬}-和寧浩等都參與了客串演出。

## 評價
《桃姐》在威尼斯舉行完首場放映後，接受採訪的多位外國記者及評論人都對影片給予了頗高的評價：他們能理解片中對香港老年人現狀的描寫，認為該片情感動人，且不乏不少細節上的幽默；葉德嫻的表演出色，而劉德華回歸質樸的演出也相當特別與搶眼。電影節主席馬可·穆勒看完影片盛讚道：“這是香港新浪潮電影的最近一部佳作，許鞍華從自己的視角詮釋香港文化，用細膩的鏡頭語言表達對香港文化的關懷。”
搜狐娛樂的三金以“最後的本港特色，節制的樸實親情”來形容本片。網易的表江將影片喻為“電影工業時代的手工精品”，他寫道“許鞍華秉承克制、內斂、不煽情原則，用近似於手工業者的精細、準確及不譁眾取寵，來刻畫普通個體的個人情感和經歷，......之所以說《桃姐》更像一部手工業作品是在於，它擁有手藝人一般的堅守，用自己多年的手藝把故事說好，不帶渲染，不有意炫技，不用各種音樂、特效等手段來咣咣砸觀眾的耳膜和心靈，就是細密的針腳把歲月的各種回憶縫進去，甚至有一些細節和情感是你一時半會體會不到的，就像手工藝品的魅力需要時間的洗練才能顯現一樣，但只要時代的列車越快前行，手工藝品的價值越會被慢慢沉澱。”
中國知名影評人魏君子對本片評論道：影片敘事手法簡練，節奏從容。劇情看似平淡然層層推進。全片飽含生活趣味令觀者在笑聲中回味喟嘆。作為一個言志載體，它不僅有《送行者：礼仪师的乐章》般對死亡的平靜探討，又有對社會現狀的諷刺揶揄。許鞍華舉重若輕處理這類沉重的現實題材，體現了她在探討家庭倫理命題與人文關懷方面一貫高超的藝術能力。葉德嫻與劉德華的每場對手戲都生動難忘，她於生活細節中表現人物的性格與敏感，尤其是對嗔與悲的細膩把握都展現了精妙的演技；劉德華與葉德嫻默契的合作，以及他駕輕就熟的角色充滿了濃厚的生活質感。
香港電影導演葉念琛說：“《桃姐》最精采是葉德嫻和劉德華的母子檔火花，葉出神入化的演技近乎無懈可擊。劉德華從影以來最貼近平凡人的演出，難能可貴。”香港導演莊文強評價說：“這居然是一部不折不扣的商業電影！每一個笑點都準確無誤，節奏暢快。入場前，施南生體貼地問我有沒帶面紙。完場後，我吿訴她：眼淚在心裡流，面紙抹不到。”中國編劇寧財神說：“這幾年，我發自內心喜歡，並願意為之做些事的華語片有兩部：《我們天上見》，《桃姐》。他們的共同點是歲月消融不去的愛與包容。希望這樣的電影不會消亡，有誠意的好電影，是我們最後的榮光。”台灣演員吳奇隆甚至自己掏錢請粉絲觀看本片，賈樟柯、章子怡、姚晨、楊冪等藝人也紛紛在微博上力荐該片給觀眾。
林沛理則批評此片缺乏批判的眼光。烂番茄新鲜度92%，metacritic上媒体综评81分。《时代杂志》将其列入“年度最不该错过的十佳电影”之中。美国著名影评人罗杰·艾伯特给出满分并将《桃姐》评为2012年度十佳电影之一，成为唯一上榜的华语片。

## 票房
本片在各地的票房成绩都創下了許鞍華個人作品的票房記錄。
中國大陸
第一天3月8日婦女節收1270萬人民幣，首周四天累計3300萬，次於《戰馬》的3700萬（七天的數據）位居第二。第二週收2220萬次於《異星戰場》繼續位居第二，11天累計5520萬。第三週收890萬排行第六，累計6410萬人民幣。第四周收310萬列第九，累計6720萬。第五週收119萬列第十位，累計票房6839萬人民幣。最終總票房爲6933萬。
香港
香港首周三天（週五至週日）收825萬港圓，名列當週第一位。次週收897萬繼續名列第一位，10天累計1732萬。第三週收459萬次於《大追捕》和《飢餓遊戲》名列第三，17天累計2191萬港幣。第四周收237萬位列第五，累計2429萬。第五週收160萬列第八位，31天累計票房2589萬港幣。第六週收62.6萬列第九位，累計2652萬。第七周收80万位列第七位，累计2732万。第八周收32万列第九位，52天累计2764万。《桃姐》最終累計票房為港幣27,873,690元，是2012年港產電影票房第四位。
台灣
台北首周末三天收773萬台幣，次於《異星戰場：強卡特戰記》的1255萬位居第二；第二個週末三天收638萬逆勢登上第一位，台北10天累計1857萬。第三個週末收352萬，次於《飢餓遊戲》名列第二，17天累計2542萬台幣。第四個週末收136萬位居第五，累計2839萬。第五個週末收47萬列第12位，累計2946萬。第六個週末收9.64萬列第19位，累計2970萬。第七個週末收11萬列第19位，累計2996萬。第八个周末收14,750排行30位，累计3001万。全台灣最終總票房超過六千萬。
新加坡
首周末三天收47,402美圓，名列第八位。次週末四天（3.15-3.18）收50,491美圓繼續名列第八位，10天累計12,1319美圓。第三週末收31,810名列第九，累計169,970。第四週末收14,829排行12位，累計194,245。第五週末收7,200排行16位，累計205,877。第六週末收1,498列19位，208,403。第七週末收3,751列18位，累計212,913。第八週末收2,792列21位，累計216,540美元。
馬來西亞
首周末四天（3月15-18日）收282,178令吉（1美圆等于3令吉）排名第三位。第二个周末收208,060令吉排名第七位，累计595,656。第三个周末收62,633位居第十，累计721,884。第四个周末收24,901排行13，累计757,098。第五个周末收6,160继续位列第13位，累计773,726。第六个周末收6,588排行15位，累计787,611。第七个周末收1,558排行16位，累计787,248令吉。
意大利
首周末三天收65,450美圆排行18位。第二周末收65,231继续列18位，累计167,164。第三周数据未知。第四周末收15,986列26位，累计272,443。第五周末收7,622列32位，累计284,212。第六周末收6,765列37位，累计296,212美元。
| 上一届： 《妖夜尋狼：血姬覺醒》   | 2012年香港一週票房冠軍 第9週（3月5日—3月11日） 第10週（3月12日—3月18日） | 下一届： 《大追捕》   |
| 上一届： 《異星戰場：強卡特戰記》 | 2012年台北週末票房冠軍 第11週（3月16日—3月18日）                         | 下一届： 《飢餓遊戲》 |

## 獎項
| 获奖提名列表                                         | 获奖提名列表                   | 获奖提名列表   | 获奖提名列表 |
| 奖项                                                 | 类别                           | 获提名者       | 结果         |
| ---------------------------------------------------- | ------------------------------ | -------------- | ------------ |
| 第68届威尼斯电影节                                   | 金狮奖                         | 《桃姐》       | 角逐         |
| 第68届威尼斯电影节                                   | 最佳女演员                     | 葉德嫻         | 獲獎         |
| 第68届威尼斯电影节                                   | 平等机会獎                     | 许鞍华         | 獲獎         |
| 第68届威尼斯电影节                                   | Signis 特別表揚獎              | 许鞍华         | 獲獎         |
| 第68届威尼斯电影节                                   | 飛船獎                         | 许鞍华         | 獲獎         |
| 第84屆奧斯卡金像獎                                   | 最佳外語片                     | 《桃姐》       | 角逐         |
| 第48届金马奖                                         | 最佳剧情片                     | 《桃姐》       | 提名         |
| 第48届金马奖                                         | 最佳导演                       | 许鞍华         | 獲獎         |
| 第48届金马奖                                         | 最佳男主角                     | 刘德华         | 獲獎         |
| 第48届金马奖                                         | 最佳女主角                     | 叶德娴         | 獲獎         |
| 第48届金马奖                                         | 最佳原著剧本                   | 陈淑贤         | 提名         |
| 第48届金马奖                                         | 最佳剪辑                       | 邝志良、韦淑芬 | 提名         |
| 第15屆Tallinn Black Nights Film Festival歐亞電影大獎 | 最佳電影                       | 《桃姐》       | 獲獎         |
| 第15屆Tallinn Black Nights Film Festival歐亞電影大獎 | 最佳女主角                     | 葉德嫻         | 獲獎         |
| 第15屆Tallinn Black Nights Film Festival歐亞電影大獎 | FICC 評審團大獎                | 許鞍華         | 獲獎         |
| 第18届香港電影評論學會大獎                           | 最佳電影                       | 《桃姐》       | 獲獎         |
| 第18届香港電影評論學會大獎                           | 最佳导演                       | 許鞍華         | 提名         |
| 第18届香港電影評論學會大獎                           | 最佳编剧                       | 陈淑贤         | 提名         |
| 第18届香港電影評論學會大獎                           | 最佳女演員                     | 葉德嫻         | 獲獎         |
| 第6届亚洲电影大奖                                    | 最佳男主角                     | 劉德華         | 提名         |
| 第6届亚洲电影大奖                                    | 最佳女主角                     | 葉德嫻         | 獲獎         |
| 第6届亚洲电影大奖                                    | 我最喜愛的男主角               | 劉德華         | 獲獎         |
| 第6届亚洲电影大奖                                    | 我最喜愛的女主角               | 葉德嫻         | 提名         |
| 第7屆香港電影導演會年度大獎                          | 年度推介电影                   | 《桃姐》       | 獲獎         |
| 第7屆香港電影導演會年度大獎                          | 年度杰出导演                   | 許鞍華         | 獲獎         |
| 第7屆香港電影導演會年度大獎                          | 特别荣誉大奖                   | 許鞍華         | 獲獎         |
| 第4届冲绳国际电影节                                  | “Peace 单元”最高大奖「海人奖」 | 《桃姐》       | 獲獎         |
| 第4届冲绳国际电影节                                  | 评委会特别奖「金石狮子奖」     | 《桃姐》       | 獲獎         |
| 第31屆香港電影金像獎                                 | 最佳電影                       | 《桃姐》       | 獲獎         |
| 第31屆香港電影金像獎                                 | 最佳导演                       | 許鞍華         | 獲獎         |
| 第31屆香港電影金像獎                                 | 最佳编剧                       | 陈淑贤         | 獲獎         |
| 第31屆香港電影金像獎                                 | 最佳男主角                     | 劉德華         | 獲獎         |
| 第31屆香港電影金像獎                                 | 最佳女主角                     | 葉德嫻         | 獲獎         |
| 第31屆香港電影金像獎                                 | 最佳男配角                     | 秦沛           | 提名         |
| 第31屆香港電影金像獎                                 | 最佳女配角                     | 秦海璐         | 提名         |
| 第31屆香港電影金像獎                                 | 最佳摄影                       | 余力为         | 提名         |
| 第12屆華語電影傳媒大獎                               | 最佳電影                       | 《桃姐》       | 提名         |
| 第12屆華語電影傳媒大獎                               | 最佳导演                       | 許鞍華         | 提名         |
| 第12屆華語電影傳媒大獎                               | 最佳编剧                       | 陈淑贤         | 提名         |
| 第12屆華語電影傳媒大獎                               | 最佳男主角                     | 劉德華         | 提名         |
| 第12屆華語電影傳媒大獎                               | 最佳女主角                     | 葉德嫻         | 獲獎         |
| 第12屆華語電影傳媒大獎                               | 百家传媒年度致敬电影           | 《桃姐》       | 獲獎         |
| 第12屆華語電影傳媒大獎                               | 百家传媒年度致敬电影人         | 許鞍華         | 提名         |
| 第12屆華語電影傳媒大獎                               | 百家传媒年度致敬电影人         | 劉德華         | 提名         |
| 第21届上海影评人奖                                   | 十佳国产片                     | 《桃姐》       | 獲獎         |
| 第21届上海影评人奖                                   | 最佳导演                       | 許鞍華         | 獲獎         |
| 第10届巴黎电影节                                     | 观众最喜爱影片                 | 《桃姐》       | 獲獎         |
| 第10届巴黎电影节                                     | 学生评选最佳影片               | 《桃姐》       | 獲獎         |
| 第33屆南非德班國際電影節                             | 最佳女主角                     | 葉德嫻         | 獲獎         |
| 2012华鼎奖                                           | 华语片50强第一名               | 《桃姐》       | 獲獎         |
| 第29屆金雞獎                                         | 最佳故事片                     | 《桃姐》       | 提名         |
| 第29屆金雞獎                                         | 最佳编剧                       | 陈淑贤         | 提名         |
| 第15屆中國電影華表獎                                 | 優秀對外合拍片獎(五部之一)     | 《桃姐》       | 獲獎         |
| 第15屆中國電影華表獎                                 | 優秀境外華裔女演員獎           | 葉德嫻         | 獲獎         |
| 第15屆中國電影華表獎                                 | 優秀境外華裔導演               | 許鞍華         | 提名         |

## 相關書籍
桃姐與我
李恩霖（Roger）在電影完成後延續構想執筆完成了一本關於桃姐和他自己的傳記——《桃姐與我》，描述了桃姐和他之間點點滴滴的溫情。而《桃姐與我》中的“桃姐”，指的除了是“女傭”桃姐外，說的也是這部電影《桃姐》。書中記載了從桃姐還在生時到桃姐離世後，作者幾十年來的心路歷程，有血有汗、有笑有淚。作者表示「撰寫這本書猶如照鏡子，回顧昔日的自己，藉此檢視過往得失，亦希望將這些經驗與讀者分享」。本書由紅出版於2012年3月14日正式出版發行。
我的30個工作天
劉德華於2012年發表了一本日記式記實性書籍——《我的30個工作天：“桃姐”拍攝日記》，內容是有關在拍攝本片期間的感想與領悟，書中搭配有300幅電影劇照與花絮圖片。中國大陸版於2012年2月27日由中國華僑出版社正式出版發行。

## 電視播映
| 香港 無綫電視翡翠台 星期六 01:40-03:50 節目（週六深宵影院） | 香港 無綫電視翡翠台 星期六 01:40-03:50 節目（週六深宵影院） | 香港 無綫電視翡翠台 星期六 01:40-03:50 節目（週六深宵影院） |
| ----------------------------------------------------------- | ----------------------------------------------------------- | ----------------------------------------------------------- |
|                                                             | 桃姐 （2018年6月10日）                                      |                                                             |
| 待查                                                        | 待查                                                        |                                                             |

| 香港 ViuTV 星期六 20:30-23:00 節目（週六好戲勢） | 香港 ViuTV 星期六 20:30-23:00 節目（週六好戲勢） | 香港 ViuTV 星期六 20:30-23:00 節目（週六好戲勢） |
| ------------------------------------------------ | ------------------------------------------------ | ------------------------------------------------ |
|                                                  | 桃姐 （2020年6月6日）                            |                                                  |
| 閨蜜2之單挑越南黑幫 （2020年5月30日）            | 空手道 （20:30-22:30） （2020年6月13日）         |                                                  |

## 外部連結
- Yahoo奇摩電影上《桃姐》的資料（繁體中文）
- 開眼電影網上《桃姐》的資料（繁體中文）
- 豆瓣电影上《桃姐》的資料 （简体中文）
- 1905电影网上《桃姐》的资料（简体中文）
- 时光网上《桃姐》的資料（简体中文）
- AllMovie上《桃姐》的资料（英文）
- 爛番茄上《桃姐》的資料（英文）
- Metacritic上《桃姐》的資料（英文）
- 香港影庫上《桃姐》的資料（繁體中文）
- 互联网电影数据库（IMDb）上《桃姐》的资料（英文）